# Ostrý (České středohoří, 719 m)
Ostrý (718,7 m n. m.) je zalesněný kopec sopečného původu v Českém středohoří, asi 1,5 km severovýchodně od Červeného Újezdu v okrese Teplice v Ústeckém kraji. Ostrý leží v západní části Chráněné krajinné oblasti České středohoří.

## Geologie a geomorfologie
Z geologického hlediska představuje kuželovitý suk z olivinického bazaltu v subvulkanické brekcii. V geomorfologickém členění Ostrý patří do podcelku Milešovské středohoří a okrsku Kostomlatské středohoří. Na příkrých svazích se vyskytují rozpadlé skalky, mrazové sruby, kamenná moře a balvanové proudy. Některé balvany jsou soliflukcí přesunuté na úpatí.

## Dostupnost
Na vrchol Ostrého nevede žádná značená cesta, ale výstup je prakticky možný z kterékoli strany. Kolem východního a severního úpatí  kopce prochází červeně značená turistická stezka. Tato cesta, pojmenovaná Ulričina stezka podle někdejší majitelky třebívlického panství Ulriky von Levetzow, vychází od zámku v Třebívlicích a vede kolem Linhorky přes ves Leskou k Ostrému a pak dále na sever. Výstup západně od Dřevců vede kolem velkého kamenného moře. Na této straně Ostrého se také nachází studánka, která je označována jako pramen potoka Žejdlíku, jehož jménem je někdy označován celý Kuzovský potok, známý též pod názvem Granátka.